# Hotel Koreana
El Hotel Koreana es un rascacielos y hotel en Taepyeongno, en Jung-gu, Seúl, Corea del Sur. El hotel, con un vestíbulo de mármol, contiene 344 habitaciones y posee unos 14 pisos de altura.
La construcción comenzó en el hotel el 20 de diciembre de 1969 y se terminó exactamente dos años después, en 1971. El 11 de abril de 1989 recibió la categoría de 4 estrellas por la Clasificación Turística de Hoteles. 9 habitaciones se añadieron en octubre de 1998 y 9 más en abril de 2004. En 2001 se completó la renovación de su exterior con un elegante aspecto moderno.